# Zeche Alwine (Querenburg)
Die Zeche Alwine im Bochumer Stadtteil Querenburg war eine Kleinzeche, die nur knapp ein Jahr in Betrieb war. Am 22. Oktober 1951 wurde ein Stollen in Betrieb genommen. Mit 22 Bergleuten wurden im selben Jahr 671 Tonnen Steinkohle gefördert. Schon im darauf folgenden Jahr erfolgte am 31. August die Stilllegung.